# Elecciones al Parlamento de Cataluña de 2006
Las elecciones anticipadas al Parlamento de Cataluña de 2006 tuvieron lugar el miércoles 1 de noviembre de 2006, festividad de Todos los Santos, tras la disolución anticipada del Parlamento, el 4 de septiembre, tal y como anunció el presidente de la Generalidad de Cataluña, Pasqual Maragall, en sesión plenaria. Estas elecciones debieran haberse celebrado el domingo 16 de diciembre de 2007 de no haber sido anticipadas.
El resultado de las mismas fue una victoria en las urnas de Convergència i Unió (CiU), aunque sin una mayoría suficiente para gobernar, por lo que al igual que ocurrió en las pasadas elecciones, el gobierno salió de una coalición del Partit dels Socialistes de Catalunya (PSC), Esquerra Republicana de Catalunya (ERC) e Iniciativa per Catalunya Verds-Esquerra Unida i Alternativa (ICV-EUiA), conocida como el Tripartito catalán. Siendo elegido presidente el líder del PSC, José Montilla.
Estas elecciones no se celebraron en domingo, aunque el día de las elecciones fue festivo.

## Contexto
A pesar de que repetían cuatro de los cinco candidatos principales que concurrieron en las anteriores elecciones, estas tuvieron lugar en un contexto distinto tras la ruptura el 11 de mayo de 2006 del Tripartito compuesto por el Partit dels Socialistes de Catalunya, Esquerra Republicana de Catalunya e Iniciativa per Catalunya Verds - Esquerra Unida i Alternativa y la entrada en vigor, el 9 de agosto del mismo año, de un nuevo Estatuto de autonomía.
El 30 de septiembre de 2005 el Parlamento catalán aprueba el nuevo estatuto impulsado por el tripartito, como habían comprometido en la campaña anterior, consensuado con CiU. Se excluyó al PP, que en primer lugar negaba la necesidad de una reforma del estatuto, y finalmente se opuso a esta por considerar que incumplía la Constitución en multitud de sus artículos, llegando a presentar un recurso ante el Tribunal Constitucional contra este nuevo Estatut.
Después de que el texto del Estatut fuese enmendado en las Cortes Generales, cambiando, entre otros, el artículo en el que se mencionaba que "Cataluña es una nación", ERC rechaza el texto aprobado por las Cortes por considerarlo insuficiente y recortado, y pide el "no" en el referéndum de aprobación. Esto provoca que se rompa el gobierno tripartito, pues los consejeros de ERC son expulsados del mismo, y un adelanto electoral.
En este adelanto de las elecciones, el presidente Pasqual Maragall anuncia que no se presentará a la reelección y se retirará de la política. Posteriormente se sabría que su retiro se debía al inicio de su enfermedad de Alzheimer. El primer secretario del PSC y entonces ministro de Industria del Gobierno español, José Montilla, sería el candidato socialista a la presidencia de la Generalidad.
Después de que el referéndum aprobase el nuevo Estatuto por un amplio margen, ERC, que había pedido el "no", reconsidera su postura y se ofrece para participar en una eventual reedición del gobierno tripartito, para empezar a poner en marcha las competencias del nuevo Estatuto.
La novedad en estas elecciones fue la llegada de un nuevo partido político, Ciudadanos - Partido de la Ciudadanía, formado a raíz de un manifiesto de intelectuales contrarios al nacionalismo catalán, y que obtuvo tres escaños por la provincia de Barcelona.

## Campaña electoral
La campaña electoral arrancó a las 0:00 de la noche del lunes 16 de octubre, marcada por la entrega, el domingo 15, de un DVD hecho por CiU en el que se atacaba el gobierno del Tripartito catalán. También causó polémica una campaña de las juventudes de ICV que repartían preservativos con la leyenda folla't a la dreta (fóllate a la derecha), campaña que se retiró y de la que Joan Saura se desmarcó.
Otro de los hechos a destacar de dichas elecciones fue la irrupción en el panorama político catalán del partido Ciudadanos – Partido de la Ciudadanía, surgido a raíz de los manifiestos de la asociación Ciutadans de Catalunya para buscar, a su juicio, la representación institucional de los no nacionalistas. Este partido creó una gran expectación por su cartel electoral, en el que aparecía su candidato desnudo .
Convergència i Unió firmó ante notario que no pactaría con el PP si ganaba las elecciones.

## Candidaturas

### Candidaturas ya presentes en el Parlamento
- Convergència i Unió, federación de Convergència Democràtica de Catalunya y Unió Democràtica de Catalunya. Representa la oposición liberal y democristiana nacionalista al gobierno catalán y la fuerza que gobernó la Generalidad de Cataluña hasta las anteriores elecciones. Presentó como candidato a la presidencia de la Generalidad a Artur Mas. En las anteriores elecciones obtuvo 46 escaños y el 30,94% de los votos. Mas firmó un acta notarial con sus propuestas electorales y una cláusula en la que aseguraba no gobernar si no gana las elecciones ni aceptar el apoyo del Partido Popular.
- Partit dels Socialistes de Catalunya, partido federado con el PSOE. Era el principal partido de gobierno de Cataluña. Presentó como candidato a José Montilla. En las anteriores elecciones obtuvo 42 escaños y el 31,16% de los votos
- Esquerra Republicana de Catalunya, partido independentista que estuvo en el gobierno catalán hasta comienzos de año. Presentó como candidato a Josep-Lluís Carod-Rovira. En las anteriores elecciones obtuvo 23 escaños y el 16,44% de los votos.
- Partido Popular, la fuerza más a la derecha del Parlamento de Cataluña. Presentó como candidato a Josep Piqué. En las anteriores elecciones obtuvo 15 escaños y el 11,89% de los votos.
- Iniciativa per Catalunya Verds-Esquerra Unida i Alternativa, coalición de izquierdas que gobernaba junto al PSC. Su candidato era Joan Saura. En las anteriores elecciones obtuvo 9 escaños y el 7,28% de los votos.

### Partidos sin presencia en el Parlamento
- Carmel/Partido Azul, candidatura formada a partir del Hundimiento en El Carmelo. Se presentó solamente en Barcelona.
- Catalunya Decideix, candidatura que se presentó solamente en Barcelona
- Ciudadanos-Partido de la Ciudadanía. Partido no nacionalista que surgió como iniciativa de un grupo de intelectuales opuestos a lo que consideran imposición nacionalista en Cataluña. Su candidato fue Albert Rivera, finalmente obtuvo tres escaños por la provincia de Barcelona.
- Ciudadanos en Blanco, candidatura que se presentó solamente en Gerona. En las anteriores elecciones obtuvo el 0,01% de los votos.
- Els Verds. Els Verds-Alternativa Verda se presentó en Tarragona y Gerona y Els Verds-Ecologistes i Verds de Catalunya, coalición de Els Verds-Grup Verd, Els Verds-Confederació Ecologista de Catalunya e independientes se presentó en Barcelona y Lérida. Su candidato fue Josep Lluis Freijo. En las anteriores elecciones obtuvo el 0,62% de los votos en dos candidaturas.
- Escons Insubmisos-Alternativa dels Demòcrates Descontents, partido que anunció que sí conseguía escaños anunció no los ocuparía. En las anteriores elecciones obtuvo el 0,07% de los votos.
- Moviment Social Republicà, partido nacional revolucionario. En las anteriores elecciones obtuvo el 0,02% de los votos.
- Partit Antitaurí contra el Maltractament Animal, partido animalista que aboga por la prohibición de las corridas de toros.
- Partit Comunista del Poble de Catalunya, partido comunista ortodoxo ligado al PCPE. En Tarragona se presentó como PCPC-Nosaltres Som. En las anteriores elecciones obtuvo el 0,08% de los votos.
- Partit Familia i Vida, opuesto al aborto y a las políticas de control de la natalidad.
- Partit Humanista. En las anteriores elecciones obtuvo el 0,05% de los votos.
- Partit Obrer Socialista Internacionalista, partido trotskista. En las anteriores elecciones obtuvo el 0,13% de los votos
- Partit Republicà Català, partido independentista.
- Partit Republicà d'Esquerra, constituye Izquierda Republicana en Cataluña. En las anteriores elecciones obtuvo el 0,05% de los votos.
- Plataforma Adelante Cataluña, coalición de extrema derecha formada por Alternativa Española y Democracia Nacional.
- Por un Mundo más Justo, pretende conseguir el 0,7% de la riqueza para la cooperación con los países pobres.

## Resultados

### Totales
| ← Elecciones al Parlamento de Cataluña de 2006 → |                                                                          |                          |         |       |         |     |
| Presidente y gobierno | Partido                                                                  | Candidato                | Votos   | %     | Escaños | +/- |
| - Presidente: José Montilla - Gobierno: PSC/CPC-ERC-ICV/EUiA - Censo: 5.321.274 - Votantes: 2.982.108 (56,04%) - Abstención: 2.339.166 (43,96%) - Válidos: 2.968.534 (99,54%) - A candidatura: 2.908.290 (97,52%) - Escaños: 135 | Convergència i Unió (CiU)                                                | Artur Mas                | 935.756 | 31,52 | 48 a    | +2  |
| - Presidente: José Montilla - Gobierno: PSC/CPC-ERC-ICV/EUiA - Censo: 5.321.274 - Votantes: 2.982.108 (56,04%) - Abstención: 2.339.166 (43,96%) - Válidos: 2.968.534 (99,54%) - A candidatura: 2.908.290 (97,52%) - Escaños: 135 | PSC-Ciutadans pel Canvi (PSC-CPC)                                        | José Montilla            | 796.173 | 27,38 | 37 b    | -5  |
| - Presidente: José Montilla - Gobierno: PSC/CPC-ERC-ICV/EUiA - Censo: 5.321.274 - Votantes: 2.982.108 (56,04%) - Abstención: 2.339.166 (43,96%) - Válidos: 2.968.534 (99,54%) - A candidatura: 2.908.290 (97,52%) - Escaños: 135 | Esquerra Republicana de Catalunya (ERC)                                  | Josep Lluís Carod Rovira | 416.355 | 14,03 | 21      | -2  |
| - Presidente: José Montilla - Gobierno: PSC/CPC-ERC-ICV/EUiA - Censo: 5.321.274 - Votantes: 2.982.108 (56,04%) - Abstención: 2.339.166 (43,96%) - Válidos: 2.968.534 (99,54%) - A candidatura: 2.908.290 (97,52%) - Escaños: 135 | Partit Popular (PP)                                                      | Josep Piqué              | 316.222 | 10,87 | 14      | -1  |
| - Presidente: José Montilla - Gobierno: PSC/CPC-ERC-ICV/EUiA - Censo: 5.321.274 - Votantes: 2.982.108 (56,04%) - Abstención: 2.339.166 (43,96%) - Válidos: 2.968.534 (99,54%) - A candidatura: 2.908.290 (97,52%) - Escaños: 135 | Iniciativa per Catalunya Verds - Esquerra Unida i Alternativa (ICV-EUiA) | Joan Saura               | 282.693 | 9,72  | 12 c    | +3  |
| - Presidente: José Montilla - Gobierno: PSC/CPC-ERC-ICV/EUiA - Censo: 5.321.274 - Votantes: 2.982.108 (56,04%) - Abstención: 2.339.166 (43,96%) - Válidos: 2.968.534 (99,54%) - A candidatura: 2.908.290 (97,52%) - Escaños: 135 | Ciudadanos-Partido de la Ciudadanía (C's)                                | Albert Rivera            | 89.840  | 3,09  | 3       | +3  |
| - Presidente: José Montilla - Gobierno: PSC/CPC-ERC-ICV/EUiA - Censo: 5.321.274 - Votantes: 2.982.108 (56,04%) - Abstención: 2.339.166 (43,96%) - Válidos: 2.968.534 (99,54%) - A candidatura: 2.908.290 (97,52%) - Escaños: 135 | Els Verds-Ecologistes i Verds de Catalunya (EV-EVC) d                    | Josep Lluís Freijo       | 17.900  | 0,62  | 0       |     |
| - Presidente: José Montilla - Gobierno: PSC/CPC-ERC-ICV/EUiA - Censo: 5.321.274 - Votantes: 2.982.108 (56,04%) - Abstención: 2.339.166 (43,96%) - Válidos: 2.968.534 (99,54%) - A candidatura: 2.908.290 (97,52%) - Escaños: 135 | Partit Antitaurí Contra el Maltractament Animal (PACMA)                  | Manel Macià              | 13.730  | 0,47  | 0       |     |
| - Presidente: José Montilla - Gobierno: PSC/CPC-ERC-ICV/EUiA - Censo: 5.321.274 - Votantes: 2.982.108 (56,04%) - Abstención: 2.339.166 (43,96%) - Válidos: 2.968.534 (99,54%) - A candidatura: 2.908.290 (97,52%) - Escaños: 135 | Escons Insubmisos-Alternativa dels Demòcrates Descontents (EI)           |                          | 6.922   | 0,24  | 0       |     |
| - Presidente: José Montilla - Gobierno: PSC/CPC-ERC-ICV/EUiA - Censo: 5.321.274 - Votantes: 2.982.108 (56,04%) - Abstención: 2.339.166 (43,96%) - Válidos: 2.968.534 (99,54%) - A candidatura: 2.908.290 (97,52%) - Escaños: 135 | Partit Republicà Català (RC)                                             |                          | 6.024   | 0,21  | 0       |     |
| - Presidente: José Montilla - Gobierno: PSC/CPC-ERC-ICV/EUiA - Censo: 5.321.274 - Votantes: 2.982.108 (56,04%) - Abstención: 2.339.166 (43,96%) - Válidos: 2.968.534 (99,54%) - A candidatura: 2.908.290 (97,52%) - Escaños: 135 | Partit Obrer Socialista Internacionalista (POSI)                         |                          | 5.632   | 0,19  | 0       |     |
| - Presidente: José Montilla - Gobierno: PSC/CPC-ERC-ICV/EUiA - Censo: 5.321.274 - Votantes: 2.982.108 (56,04%) - Abstención: 2.339.166 (43,96%) - Válidos: 2.968.534 (99,54%) - A candidatura: 2.908.290 (97,52%) - Escaños: 135 | Partit Comunista del Poble de Catalunya (PCPC)                           |                          | 4.158   | 0,14  | 0       |     |
| - Presidente: José Montilla - Gobierno: PSC/CPC-ERC-ICV/EUiA - Censo: 5.321.274 - Votantes: 2.982.108 (56,04%) - Abstención: 2.339.166 (43,96%) - Válidos: 2.968.534 (99,54%) - A candidatura: 2.908.290 (97,52%) - Escaños: 135 | Els Verds-Alternativa Verda (EV-AV)                                      |                          | 3.228   | 0,11  | 0       |     |
| - Presidente: José Montilla - Gobierno: PSC/CPC-ERC-ICV/EUiA - Censo: 5.321.274 - Votantes: 2.982.108 (56,04%) - Abstención: 2.339.166 (43,96%) - Válidos: 2.968.534 (99,54%) - A candidatura: 2.908.290 (97,52%) - Escaños: 135 | Partit Família i Vida (PFiV)                                             |                          | 2.776   | 0,10  | 0       |     |
| - Presidente: José Montilla - Gobierno: PSC/CPC-ERC-ICV/EUiA - Censo: 5.321.274 - Votantes: 2.982.108 (56,04%) - Abstención: 2.339.166 (43,96%) - Válidos: 2.968.534 (99,54%) - A candidatura: 2.908.290 (97,52%) - Escaños: 135 | Plataforma Adelante Cataluña (AES-DN)                                    |                          | 2.735   | 0,09  | 0       |     |
| - Presidente: José Montilla - Gobierno: PSC/CPC-ERC-ICV/EUiA - Censo: 5.321.274 - Votantes: 2.982.108 (56,04%) - Abstención: 2.339.166 (43,96%) - Válidos: 2.968.534 (99,54%) - A candidatura: 2.908.290 (97,52%) - Escaños: 135 | Partit Humanista de Catalunya (PHC)                                      |                          | 2.608   | 0,09  | 0       |     |
| - Presidente: José Montilla - Gobierno: PSC/CPC-ERC-ICV/EUiA - Censo: 5.321.274 - Votantes: 2.982.108 (56,04%) - Abstención: 2.339.166 (43,96%) - Válidos: 2.968.534 (99,54%) - A candidatura: 2.908.290 (97,52%) - Escaños: 135 | Movimiento Social Republicano (MSR)                                      |                          | 1.096   | 0,04  | 0       |     |
| - Presidente: José Montilla - Gobierno: PSC/CPC-ERC-ICV/EUiA - Censo: 5.321.274 - Votantes: 2.982.108 (56,04%) - Abstención: 2.339.166 (43,96%) - Válidos: 2.968.534 (99,54%) - A candidatura: 2.908.290 (97,52%) - Escaños: 135 | Carmel/Partido Azul (PAZUL)                                              |                          | 1.039   | 0,04  | 0       |     |
| - Presidente: José Montilla - Gobierno: PSC/CPC-ERC-ICV/EUiA - Censo: 5.321.274 - Votantes: 2.982.108 (56,04%) - Abstención: 2.339.166 (43,96%) - Válidos: 2.968.534 (99,54%) - A candidatura: 2.908.290 (97,52%) - Escaños: 135 | Por un Mundo más Justo (PUM+J)                                           |                          | 945     | 0,03  | 0       |     |
| - Presidente: José Montilla - Gobierno: PSC/CPC-ERC-ICV/EUiA - Censo: 5.321.274 - Votantes: 2.982.108 (56,04%) - Abstención: 2.339.166 (43,96%) - Válidos: 2.968.534 (99,54%) - A candidatura: 2.908.290 (97,52%) - Escaños: 135 | Catalunya Decideix (Decideix.Cat)                                        |                          | 668     | 0,02  | 0       |     |
| - Presidente: José Montilla - Gobierno: PSC/CPC-ERC-ICV/EUiA - Censo: 5.321.274 - Votantes: 2.982.108 (56,04%) - Abstención: 2.339.166 (43,96%) - Válidos: 2.968.534 (99,54%) - A candidatura: 2.908.290 (97,52%) - Escaños: 135 | Partit Comunista del Poble de Catalunya-Nosaltres Som (PCPC-N.SOM) e     |                          | 640     | 0,02  | 0       |     |
| - Presidente: José Montilla - Gobierno: PSC/CPC-ERC-ICV/EUiA - Censo: 5.321.274 - Votantes: 2.982.108 (56,04%) - Abstención: 2.339.166 (43,96%) - Válidos: 2.968.534 (99,54%) - A candidatura: 2.908.290 (97,52%) - Escaños: 135 | Ciudadanos en Blanco (CenB)                                              |                          | 626     | 0,02  | 0       |     |
| - Presidente: José Montilla - Gobierno: PSC/CPC-ERC-ICV/EUiA - Censo: 5.321.274 - Votantes: 2.982.108 (56,04%) - Abstención: 2.339.166 (43,96%) - Válidos: 2.968.534 (99,54%) - A candidatura: 2.908.290 (97,52%) - Escaños: 135 | Izquierda Republicana-Partit Republicà d'Esquerra (IR-PRE)               |                          | 524     | 0,02  | 0       |     |
| - Presidente: José Montilla - Gobierno: PSC/CPC-ERC-ICV/EUiA - Censo: 5.321.274 - Votantes: 2.982.108 (56,04%) - Abstención: 2.339.166 (43,96%) - Válidos: 2.968.534 (99,54%) - A candidatura: 2.908.290 (97,52%) - Escaños: 135 | En blanco                                                                |                          | 60.244  | 2,02  | N/A     | N/A |
| - Presidente: José Montilla - Gobierno: PSC/CPC-ERC-ICV/EUiA - Censo: 5.321.274 - Votantes: 2.982.108 (56,04%) - Abstención: 2.339.166 (43,96%) - Válidos: 2.968.534 (99,54%) - A candidatura: 2.908.290 (97,52%) - Escaños: 135 | Nulos                                                                    |                          | 13.574  | 0,46  | N/A     | N/A |

a De ellos 34 del CDC y 14 de UDC.

b De ellos 35 del PSC y 2 de CPC.

c De ellos 9 del ICV, 2 de EUiA y 1 independiente.

d Coalición de Els Verds (Confederació Ecologista de Catalunya) y Els Verds-Grup Verd.

e Candidatura del PCPC en la Tarragona.

#### Provincia de Barcelona
| Elecciones de 1 de noviembre de 2006                          |           |           |               |           |                |
| Censo                                                         | 3.991.904 | 3.991.904 | 3.991.904     | 3.991.904 | 3.991.904      |
| Votantes                                                      | 2.232.872 | 2.232.872 | Participación | 55,94%    | 55,94%         |
| Votos válidos                                                 | 2.224.119 | 2.224.119 | %             | 99,61%    | 99,61%         |
| Votos nulos                                                   | 8.753     | 8.753     | %             | 0,39%     | 0,39%          |
| Partidos                                                      | Votos     | %         | Dif. (votos)  | Escaños   | Dif. (escaños) |
| Convergència i Unió                                           | 664.723   | 29,89     | +1,11         | 27        | +2             |
| Partit dels Socialistes de Catalunya - Ciutadans pel Canvi    | 620.601   | 27,90     | -5,27         | 25        | -4             |
| Esquerra Republicana de Catalunya                             | 280.566   | 12,61     | -2,55         | 11        | -2             |
| Partido Popular                                               | 248.165   | 11,16     | -1,39         | 10        | -1             |
| Iniciativa per Catalunya Verds - Esquerra Unida i Alternativa | 230.968   | 10,38     | +2,35         | 9         | +2             |
| Ciudadanos – Partido de la Ciudadanía                         | 78.525    | 3,53      | +3,53         | 3         | +3             |
| Otros                                                         | 55.013    | 2,49      |               |           |                |
| En blanco                                                     | 45.558    | 2,04      |               |           |                |
| Total                                                         |           |           |               | 85        |                |

#### Provincia de Gerona
| Elecciones de 1 de noviembre de 2006                          |         |         |               |         |                |
| Censo                                                         | 483.543 | 483.543 | 483.543       | 483.543 | 483.543        |
| Votantes                                                      | 276.232 | 276.232 | Participación | 57,13%  | 57,13%         |
| Votos válidos                                                 | 274.509 | 274.509 | %             | 99,38%  | 99,38%         |
| Votos nulos                                                   | 1.723   | 1.723   | %             | 0,62%   | 0,62%          |
| Partidos                                                      | Votos   | %       | Dif. (votos)  | Escaños | Dif. (escaños) |
| Convergència i Unió                                           | 104.840 | 38,19   | -0,48         | 7       | 0              |
| Partit dels Socialistes de Catalunya - Ciutadans pel Canvi    | 60.755  | 22,13   | -1,52         | 4       | 0              |
| Esquerra Republicana de Catalunya                             | 52.799  | 19,23   | -2,67         | 4       | 0              |
| Iniciativa per Catalunya Verds - Esquerra Unida i Alternativa | 20.978  | 7,64    | +2,30         | 1       | 0              |
| Partido Popular                                               | 19.808  | 7,22    | -0,85         | 1       | 0              |
| Ciudadanos - Partido de la Ciudadanía                         | 2.584   | 0,94    | +0,94         | 0       | 0              |
| Otros                                                         | 7.229   | 2,65    |               |         |                |
| En blanco                                                     | 5.516   | 2,00    |               |         |                |
| Total                                                         |         |         |               | 17      |                |

#### Provincia de Lérida
| Elecciones de 1 de noviembre de 2006                          |         |         |               |         |                |
| Censo                                                         | 311.037 | 311.037 | 311.037       | 311.037 | 311.037        |
| Votantes                                                      | 183.526 | 183.526 | Participación | 59,00%  | 59,00%         |
| Votos válidos                                                 | 182.323 | 182.323 | %             | 99,34%  | 99,34%         |
| Votos nulos                                                   | 1.203   | 1.203   | %             | 0,66%   | 0,66%          |
| Partidos                                                      | Votos   | %       | Dif. (votos)  | Escaños | Dif. (escaños) |
| Convergència i Unió                                           | 72.916  | 39,99   | -1,45         | 7       | 0              |
| Partit dels Socialistes de Catalunya - Ciutadans pel Canvi    | 40.097  | 21,99   | -0,46         | 3       | -1             |
| Esquerra Republicana de Catalunya                             | 32.304  | 17,72   | -2,2          | 3       | 0              |
| Partido Popular                                               | 16.605  | 9,11    | -0,56         | 1       | 0              |
| Iniciativa per Catalunya Verds - Esquerra Unida i Alternativa | 12.018  | 6,59    | +2,24         | 1       | +1             |
| Ciudadanos - Partido de la Ciudadanía                         | 1.761   | 0,97    | +0,97         | 0       | 0              |
| Otros                                                         | 2.456   | 1,36    |               |         |                |
| En blanco                                                     | 4.166   | 2,27    |               |         |                |
| Total                                                         |         |         |               | 15      |                |

#### Provincia de Tarragona
| Elecciones de 1 de noviembre de 2006                          |         |         |               |         |                |
| Censo                                                         | 534.790 | 534.790 | 534.790       | 534.790 | 534.790        |
| Votantes                                                      | 289.478 | 289.478 | Participación | 54,13%  | 54,13%         |
| Votos válidos                                                 | 287.583 | 287.583 | %             | 99,35%  | 99,35%         |
| Votos nulos                                                   | 1.895   | 1.895   | %             | 0,65%   | 0,65%          |
| Partidos                                                      | Votos   | %       | Dif. (votos)  | Escaños | Dif. (escaños) |
| Convergència i Unió                                           | 93.277  | 32,43   | -1,33         | 7       | 0              |
| Partit dels Socialistes de Catalunya - Ciutadans pel Canvi    | 74.720  | 25,98   | -2,24         | 5       | 0              |
| Esquerra Republicana de Catalunya                             | 50.686  | 17,62   | -1,41         | 3       | 0              |
| Partido Popular                                               | 31.644  | 11,00   | -0,78         | 2       | 0              |
| Iniciativa per Catalunya Verds - Esquerra Unida i Alternativa | 18.729  | 6,51    | +1,31         | 1       | 0              |
| Ciudadanos - Partido de la Ciudadanía                         | 6.970   | 2,42    | +2,42         | 0       | 0              |
| Otros                                                         | 6.553   | 2,31    |               |         |                |
| En blanco                                                     | 5.004   | 1,73    |               |         |                |
| Total                                                         |         |         |               | 18      |                |

### Investidura del presidente de la Generalidad
José Montilla fue investido presidente de la Generalidad de Cataluña en el Parlament con los votos del PSC, de ERC y de ICV-EA. El resultado de la votación de investidura fue el siguiente:
| Candidato           | Fecha                                                        | Voto       |    |    |    |    |    |   | Total  |
| ------------------- | ------------------------------------------------------------ | ---------- | -- | -- | -- | -- | -- | - | ------ |
| José Montilla (PSC) | 24 de noviembre de 2006 Mayoría requerida: Absoluta (68/135) | Sí         |    | 37 | 21 |    | 12 |   | 70/135 |
| José Montilla (PSC) | 24 de noviembre de 2006 Mayoría requerida: Absoluta (68/135) | No         | 48 |    |    | 14 |    | 3 | 65/135 |
| José Montilla (PSC) | 24 de noviembre de 2006 Mayoría requerida: Absoluta (68/135) | Abstención |    |    |    |    |    |   | 0/135  |

## Participación
Los datos de participación del 56,04% fueron más bajos que en las elecciones anteriores del 2003.

## Formación de gobierno
En un principio se barajaron tres posibles coaliciones de gobierno:
- La continuación del tripartito, con el PSC, ERC e ICV que daría la presidencia a Montilla. ICV es el único partido que se había decantado claramente por el tripartito.
- Un gobierno denominado sociovergencia que uniría a CiU y al PSC. Ambos partidos descartaron en principio esta posibilidad, pero hubo sectores en ambos partidos que abogaban por esta opción.
- Una coalición nacionalista entre CiU y ERC con Artur Mas como presidente.

Finalmente, el 5 de noviembre, el tripartito llegó a un acuerdo para formar el gobierno de la comunidad autónoma. José Montilla fue de este modo el nuevo presidente de la Generalidad, y los líderes de ERC e ICV-EUiA, Josep Lluis Carod Rovira vicepresidente y Joan Saura consejero de Interior. Este hecho hizo que CiU anunciara que no apoyaría más al gobierno socialista en el Congreso de los Diputados y el Senado.